# Tjekkisk nationalbibliotek
Det nationale bibliotek i den Tjekkiske Republik (tjekkisk: Národní knihovna České republiky) er Tjekkiets nationalbibliotek. 
Nationalbiblioteket blev grundlagt i 1777 og indeholder mere end 7 millioner bøger og skrifter, hvoraf omkring halvdelen findes i nationalbibliotekets hovedafdeling i det historiske bygningskompleks Klementinum i Prag.
Den anden halvdel af bogsamlingerne er placeret i arkiver, der er lokaliseret i distriktet Hostivař i den sydøstlige del af Prag.